# Marco Ostório Escápula (cônsul em 97)
Marco Ostório Escápula (em latim: Marcus Ostorius Scapula) foi um senador romano nomeado cônsul sufecto para o nundínio de novembro a dezembro de 97 com Públio Cornélio Tácito. Provavelmente era neto de Marco Ostório Escápula, cônsul sufecto em 59. Entre 114 e 115 foi procônsul da Ásia.